# 6091 Mitsuru
6091 Mitsuru (1990 DA1) là một tiểu hành tinh vành đai chính được phát hiện ngày 28 tháng 2 năm 1990 bởi Endate và Watanabe ở Kitami.